# أندريا ليو
أندريا ليو هي أستاذ الفيزياء في جامعة بنسلفانيا. تستخدم أبحاثها كلا من التحليل الرياضي والمحاكاة الحاسوبية لدراسة فيزياء المادة المكثفة والفيزياء الحيوية. وهي معروفة خاصة في دراسة التشويش وهي ظاهرة جمود المواد أكثر مع زيادة الكثافة.

## الحياة الأكاديمية
تخرجت ليو من جامعة كاليفورنيا في بيركلي في عام 1984 وحصلت على درجة الدكتوراه في عام 1989 من جامعة كورنيل تحت إشراف مايكل فيشر. بعد دراسات ما بعد الدكتوراه في إكسون وجامعة كاليفورنيا في سانتا باربرا، انضمت إلى هيئة التدريس في جامعة كاليفورنيا في لوس أنجلوس في عام 1993، ثم انتقلت إلى جامعة بنسلفانيا في عام 2004. أصبحت أول أستاذ في العلوم الطبيعية من أصل لاتيني في عام 2009، قبل أن تصبح أستاذ هيبورن في عام 2011.

## الجوائز والتكريم
في عام 2012 أصبحت ليو زميل في الجمعية الأمريكية لتقدم العلوم من أجل المساهمات المتميزة في الفيزياء النظرية، وخاصة لإثباتها أن بطء الاسترخاء في العديد من الأنظمة المختلفة يمكن أن يُنظر إليها في إطار مشترك يسمى التشويش.
في عام 2016 تم انتخابها عضوا في الأكاديمية الوطنية للعلوم.